# Shorea maxwelliana
Shorea maxwelliana är en tvåhjärtbladig växtart som beskrevs av George King. Shorea maxwelliana ingår i släktet Shorea och familjen Dipterocarpaceae. Inga underarter finns listade i Catalogue of Life.